# Sone Arasuke
Sone Arasuke est un nom japonais traditionnel ; le nom de famille (ou le nom d'école), Sone, précède donc le prénom (ou le nom d'artiste) Arasuke.
Sone Arasuke, 1er vicomte Sone (曾禰 荒助) (20 février 1849 - 13 septembre 1910) est un homme politique et diplomate japonais.

## Biographie

### Jeunesse
Il est né en 1849 sous le nom de Shishido Kanzaburo dans le domaine de Chōshū dans la province de Nagato (actuelle préfecture de Yamaguchi). Il est le fils de Shishido Junpei.
Il est le fils adoptif d'un samouraï du clan Hagi, du nom de Sone Takahisa. il combat du côté impérial durant la guerre de Boshin.

## Vie publique

### Carrière politique
Après la restauration de Meiji, il est envoyé étudier en France et travaille au ministère de la Guerre à son retour au Japon. Plus tard, il devient entre autres directeur du journal officiel du gouvernement et secrétaire du bureau législatif. En 1890, il devient le premier secrétaire en chef de la chambre des représentants lors de la première session de la diète du Japon.
Soné est élu à la chambre des représentants lors des élections législatives japonaises de 1892 et en devient vice-président la même année. En 1893, il devient l'ambassadeur japonais en France et négocie la révision des traités inégaux entre la France et le Japon.
Il sert ensuite successivement à différents postes gouvernementaux : ministre de la Justice dans le troisième gouvernement d'Itō Hirobumi, ministre de l'Agriculture et du Commerce dans le second gouvernement de Yamagata Aritomo, ministre des Finances dans le premier gouvernement de Katsura Tarō puis à d'autres postes.
Durant la guerre russo-japonaise, avec l'aide de Takahashi Korekiyo entre autres, il obtient les prêts étrangers nécessaires pour financer les dépenses de guerre. En 1900, l'empereur Meiji le nomme à la chambre des pairs. En 1902, il est fait baron (danshaku) selon le système de noblesse kazoku. Il devient conseiller privé en 1906 et est élevé au statut de vicomte (shishaku) l'année suivante.
Sone est nommé vice-résident-général de Corée en 1907, puis résident-général en 1909.

## Distinctions

### Décorations japonaises
- Grand cordon de l'Ordre du Soleil levant (29 août 1910)
- Grand cordon de l'Ordre du Trésor sacré (28 décembre 1902)

### Décorations étrangères

#### Empire coréen
- Chevalier de l'Ordre des Étoiles Auspicieuses (15 novembre 1909)
- Chevalier de l'Ordre de la Fleur de Prunier (12 mars 1908)

#### Royaume d'Espagne
- Grand collier de l'Ordre d'Isabelle la Catholique (6 octobre 1897)

#### France
- Grand officier de la légion d'honneur (20 mai 1897)

#### Royaume de Portugal
- Grand-croix de l'Ordre de l'Immaculée Conception de Vila Viçosa (20 septembre 1898)

#### Dynastie Qing
- Chevalier de l'Ordre du Double Dragon (1re classe, 3e grade)